# Infektion
Infektion er den tilstand, som fremkommer, når en organismes kropsvæv invaderes af patogener, dvs. sygdomsfremkaldende emner, og er karakteriseret ved at værtsorganismen reagerer mod de infektiøse emner og de toksiner m.m., som de producerer.
En infektiøs eller smitsom sygdom skyldes en infektion, se ICD-10 Kapitel I - Infektiøse inkl. parasitære sygdomme.
Infektioner kan være forårsaget af patogener, især bakterier og virus. Organismen bekæmper infektioner ved hjælp af dens immunsystem. Pattedyr reagerer på infektioner med et medfødt respons, det uspecifikke immunforsvar, ofte med betændelse fulgt af et specifikt respons, det adaptive immunforsvar.
Infektion kan påvises ved hjælp af C-reaktivt protein (CRP). Specifikke lægemidler, der anvendes til behandling af infektioner, er bl.a. antibiotika, antivirale midler og svampedræbende midler.
Smitsomme sygdomme resulterede i 9,2 millioner dødsfald i 2013 (ca. 17% af alle dødsfald).

## Patogener
Bakterier som Bacillus cereus 
Virus som HIV og Coronavirus
Svampe
Prioner
Parasitter
Leddyr

## Eksterne links
1. ↑  Infektioner. Netdoktor
2. ↑  Eating 5-Day-Old Pasta or Rice Can Actually Be Deadly. Here's How. ScienceAlert 2021

- Wikimedia Commons har flere filer relateret til Infektion
- Kroniske infektioner bliver til uhelbredelige biofilm

| Sygdom | Spire Denne artikel om sygdom er en spire som bør udbygges. Du er velkommen til at hjælpe Wikipedia ved at udvide den. |